# Job Bulters
Job Bulters (Haarlem, 22 maart 1986) is een Nederlands voetballer die als doelman speelt.
Hij begon bij SV Hoofddorp waar hij op z'n veertiende in het eerste speelde. Een jaar later ging hij naar AZ en maakte deel uit van het hoogste jeugdelftal van toen hij in najaar 2006 werd opgesteld in het eerste elftal omdat beide andere doelmannen, Joey Didulica en Khalid Sinouh geblesseerd waren. AZ trok routinier Ronald Waterreus aan als tijdelijke vervanger. Bulters besloot zijn contract na afloop van het seizoen niet te verlengen. Vlak daarna liep hij een zware knieblessure op. Hij vervolgde zijn loopbaan bij Stormvogels/Telstar waar hij revalideerde en werd vervolgens aangetrokken door MVV Maastricht. Zijn contract eindigde daar na het seizoen 2011-2012. Na enige tijd zonder club te hebben gezeten, vervolgde hij zijn carrière bij Eerste Divisionist Helmond Sport; na een jaar zonder wedstrijdminuten vertrok hij naar de Belgische derde divisionist KV Turnhout. Vanaf 2014 speelt hij voor EHC/Heuts.
Bulters maakte ook deel uit van de selectie van Jong Oranje. Hij was onder meer reservekeeper bij het WK-junioren in Nederland.

## Carrière
| Seizoen                   | Land                      | Club                      | Competitie     | Wedstrijden | Goals |
| ------------------------- | ------------------------- | ------------------------- | -------------- | ----------- | ----- |
| 2006/07                   | Nederland                 | AZ                        | Eredivisie     | 3           | 0     |
| 2007/08                   | Nederland                 | Stormvogels Telstar       | Eerste divisie | 0           | 0     |
| 2008/09                   | Nederland                 | MVV Maastricht            | Eerste divisie | 0           | 0     |
| 2009/10                   | Nederland                 | MVV Maastricht            | Eerste divisie | 4           | 0     |
| 2010/11                   | Nederland                 | MVV Maastricht            | Eerste divisie | 28          | 0     |
| 2011/12                   | Nederland                 | MVV Maastricht            | Eerste divisie | 29          | 0     |
| 2012/13                   | Nederland                 | Helmond Sport             | Eerste divisie | 0           | 0     |
| 2013/14                   | België                    | KV Turnhout               | Derde klasse B | 0           | 0     |
| Bijgewerkt tot 19-10-2015 | Bijgewerkt tot 19-10-2015 | Bijgewerkt tot 19-10-2015 | Totaal         | 64          | 0     |